# Arco da Calheta
Arco da Calheta é uma povoação portuguesa sede da Freguesia de Arco da Calheta do Município da Calheta (Madeira), freguesia com 14,7 km² de área e 2999 habitantes (censo de 2021), tendo, por isso, uma densidade populacional de 204 hab./km².
Arco da Calheta tem duas escolas, um ginásio, a igreja de São Brás e a igreja de Nossa Senhora do Loreto, um Lar de 3ª Idade e um pavilhão desportivo.

## Geografia
A freguesia do Arco da Calheta é a freguesia mais oriental do município da Calheta. É rodeada a norte e a poente pelo concelho da Calheta e a nascente pelos concelhos dos Canhas e da Madalena do Mar, que pertencem ao município da Ponta do Sol. A sul, confina com o Oceano Atlântico. Uma faixa de floresta de eucalipto separa a zona urbana do norte do concelho da vegetação rasteira da serra (Paul da Serra).

## Demografia
A população registada nos censos foi:
| Distribuição da População por Grupos Etários | Distribuição da População por Grupos Etários | Distribuição da População por Grupos Etários | Distribuição da População por Grupos Etários | Distribuição da População por Grupos Etários |
| -------------------------------------------- | -------------------------------------------- | -------------------------------------------- | -------------------------------------------- | -------------------------------------------- |
| Ano                                          | 0-14 Anos                                    | 15-24 Anos                                   | 25-64 Anos                                   | > 65 Anos                                    |
| 2001                                         | 581                                          | 500                                          | 1555                                         | 605                                          |
| 2011                                         | 492                                          | 355                                          | 1693                                         | 628                                          |
| 2021                                         | 352                                          | 339                                          | 1637                                         | 671                                          |

## Sítios
- Achada de Santo Antão
- Loreto

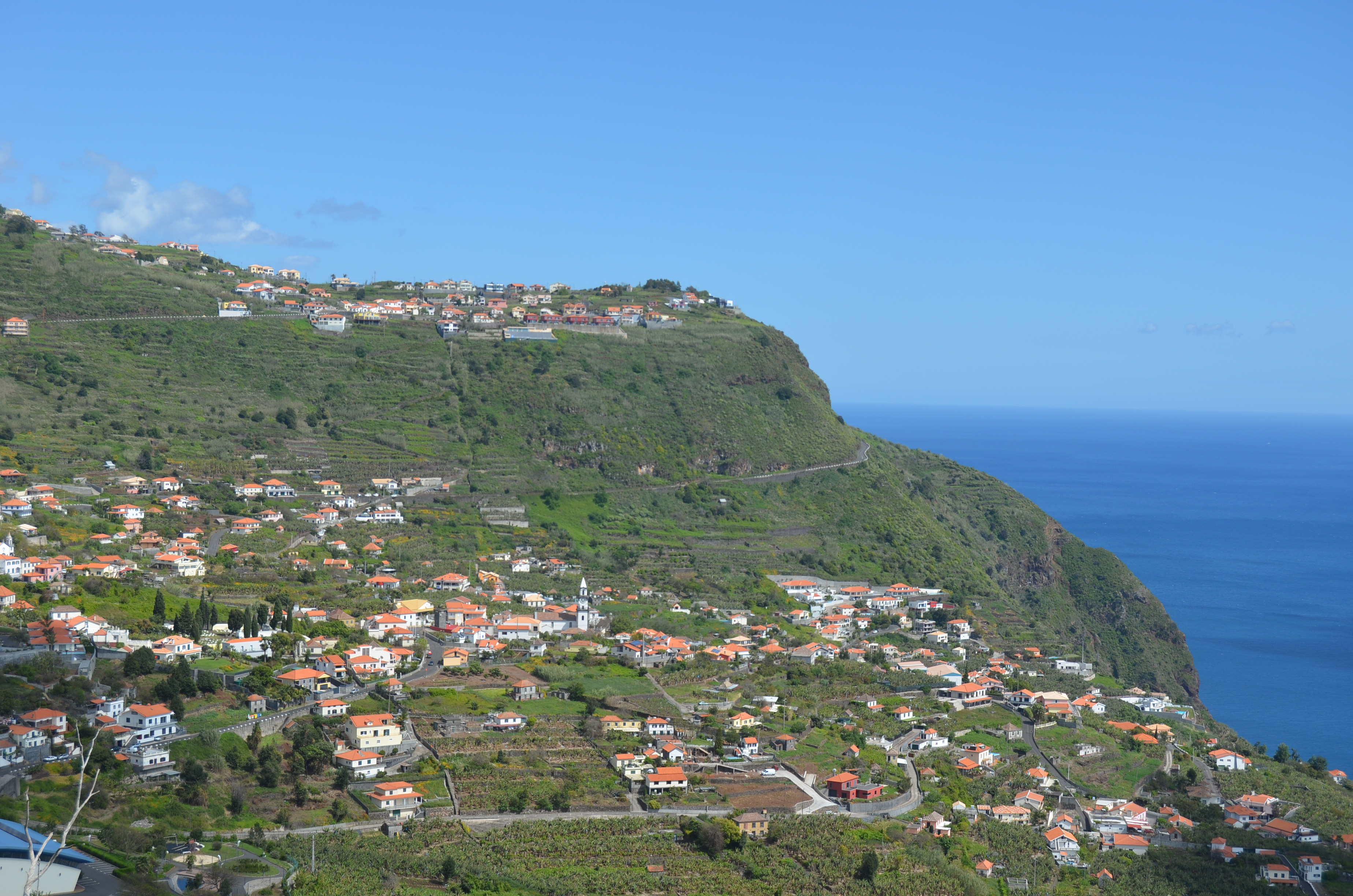
Archada de Santo Antao (ao fundo no topo da montanha)
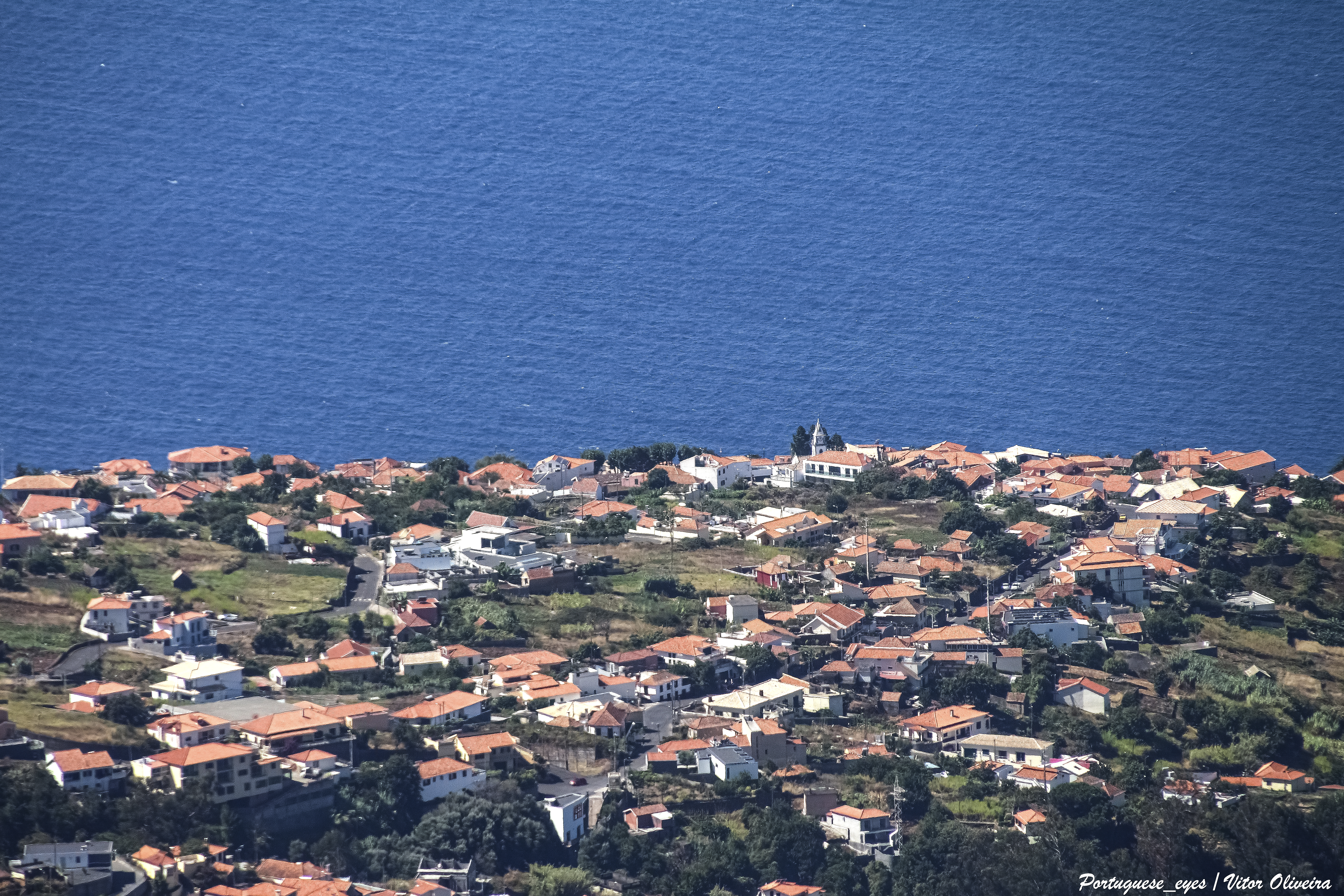
Loreto

## Património
- Igreja Paroquial de São Brás (Arco da Calheta)

Igreja do século XVIII, localizada no Sítio da Igreja no arco da Calheta em 1472, ficou com sede na capela de São Brás e foi seu   primeiro vigário do padre Pedro Delgado. 
Esta Igreja de estilo maneirista e revivalista de planta longitudinal, onde se destacam as pinturas de ramadas na Capela de Nossa Senhora de Fátima e os retábulos laterais e colateral esta igreja matriz foi reconstruída em 1744, por arrematação a Cristóvão Gomes, pela quantia de 9.350$00 réis.
- Capela e Igreja de Nossa Senhora do Loreto[7] (Lombada do Loreto)

Esta igreja e capela do século XVI, está localizada no sítio da Lombada do Loreto. 
Acerca desta capela sabe-se a partir de um antigo livro do arquivo paroquial o seguinte: “esta ermida é magnífica por sua arquitetura e fabrico, foi feita nos princípios desta freguesia…”.  A capela de Nossa Senhora do Loreto, é uma das mais antigas da freguesia, foi inicialmente capela das casas de Pedro Gonçalves da Câmara, 3º filho do 2º capitão do Funchal, e terá sido mandada ampliar pela sua mulher D. Joana de Eça, dama da rainha D. Catarina de Habsburgo. 
A capela possui um conjunto de elementos arquitetónicos manuelinos. “O altar-mor da capela de Nossa Senhora do Loreto teve obras nos finais de século XVIII, existindo dessa época uma pintura em tela assinada por Nicolau Ferreira e datada de 1791″. Esta fazia parte do solar de João Gonçalves Zarco e conserva a pia batismal. A igreja é considerada atualmente um imóvel classificado de valor concelhio com base no Decreto n.º 129/77 de 29 de Setembro.
Igreja manuelina de planta longitudinal e nave única com teto mudéjar e fachada principal em empena. Revivalista devido à construção da ampla galilé, remate da torre, decoração de pináculos e abertura de vãos poligonais.
- Capela de Nossa Senhora da Nazaré[9] (sítio das Paredes)

Capela revivalista construída no século XVII, no ano de 1689. Foi fundada por Antónia de Cristo e Leonarda de Horto para a celebração de missas. Da estrutura inicial mantém a pia de água benta no exterior, no lado direito da fachada principal. Sofreu obras de restauro nos anos 30 do século XIX por ordem de António João Barbosa de Matos e Câmara e foi remodelada na segunda metade do século XX. Atualmente, o espaço está cedido ao grupo coral do Arco da Calheta.
- Capela de Nossa Senhora da Conceição[10] (sítio das Amoreiras)

A capela foi construída em 1911 em comemoração das bodas de ouro do Dogma da Imaculada Conceição.
Sagração e fundação pelo pároco José Marcelino de Freitas em 27 de dezembro de 1911.
- Capela de Nossa Senhora da Vida (sítio da Fajã do Mar)

Capela maneirista do século XVII, de planta longitudinal simples com sacristia anexa no seu lado direito. Fundada por D. Inês Teixeira em 1663, era utilizada para celebrar os ofícios divinos, sendo também local de grande veneração dos pescadores e marinheiros que ali vinham pedir proteção. Foi reedificada na segunda metade do século XIX e em 1986.
A 17 de Julho de 1997 a capela foi doada pelo Dr. Adérito Gomes Ferreira e sua esposa, D. Adriana Maria Teixeira Pestana Gomes, à Região Autónoma da Madeira.
- Capela do Sagrado Coração de Jesus (sítio da Fonte do Til)
- Capela da Senhora da Saúde (sítio do Pinheiro)
- Capela de Nossa Senhora de Fátima (Ovil)

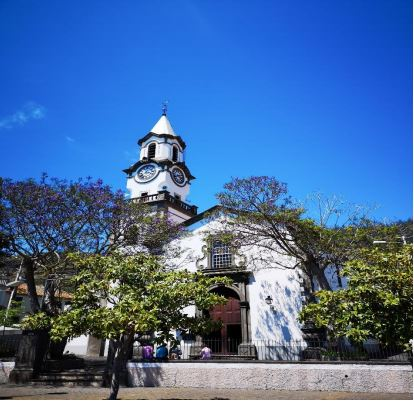
Igreja Paroquial de São Brás
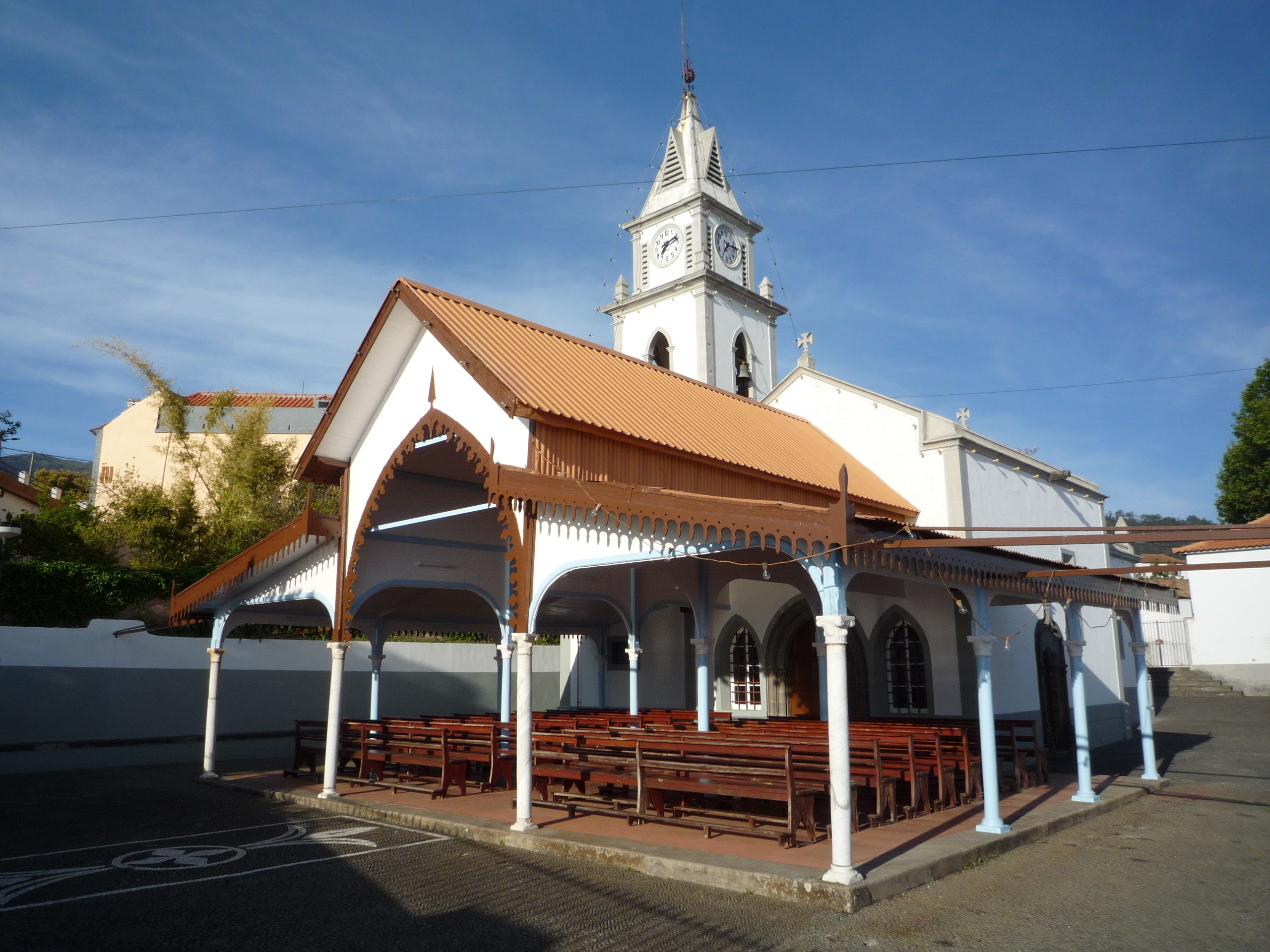
Capela e Igreja de Nossa Senhora do Loreto
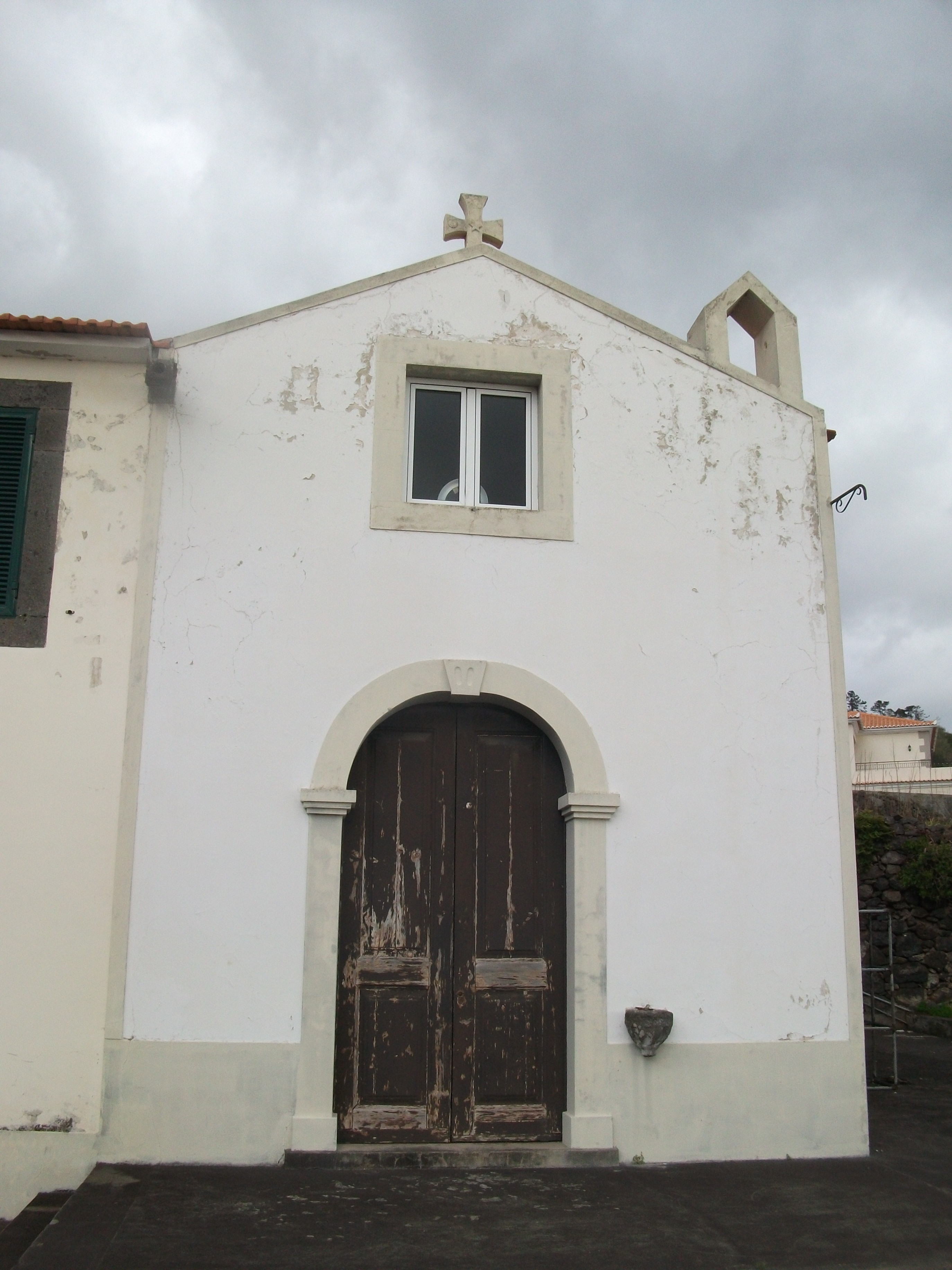
Capela de Nossa Senhora da Nazaré
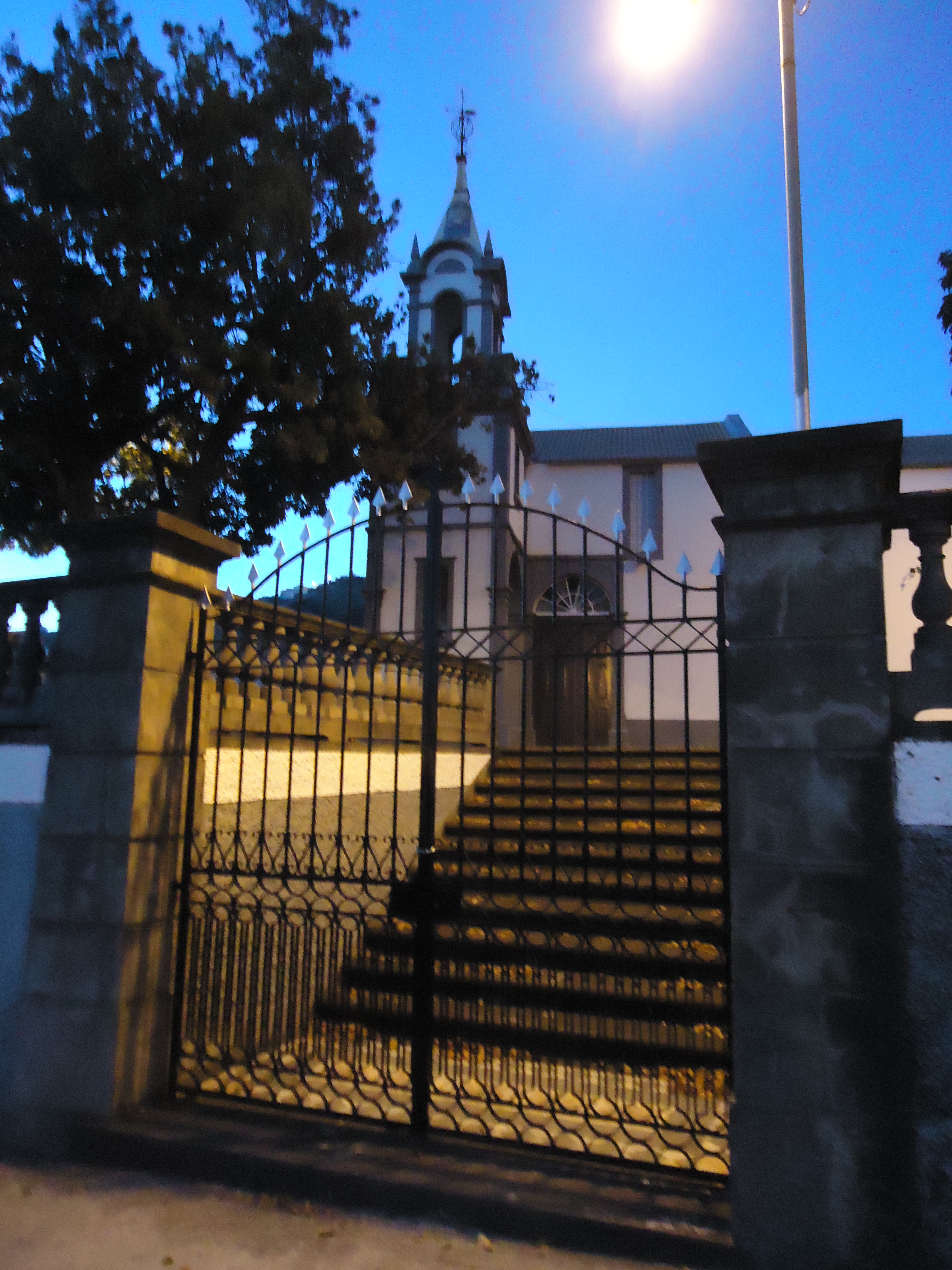
Capela de Nossa Senhora da Conceição
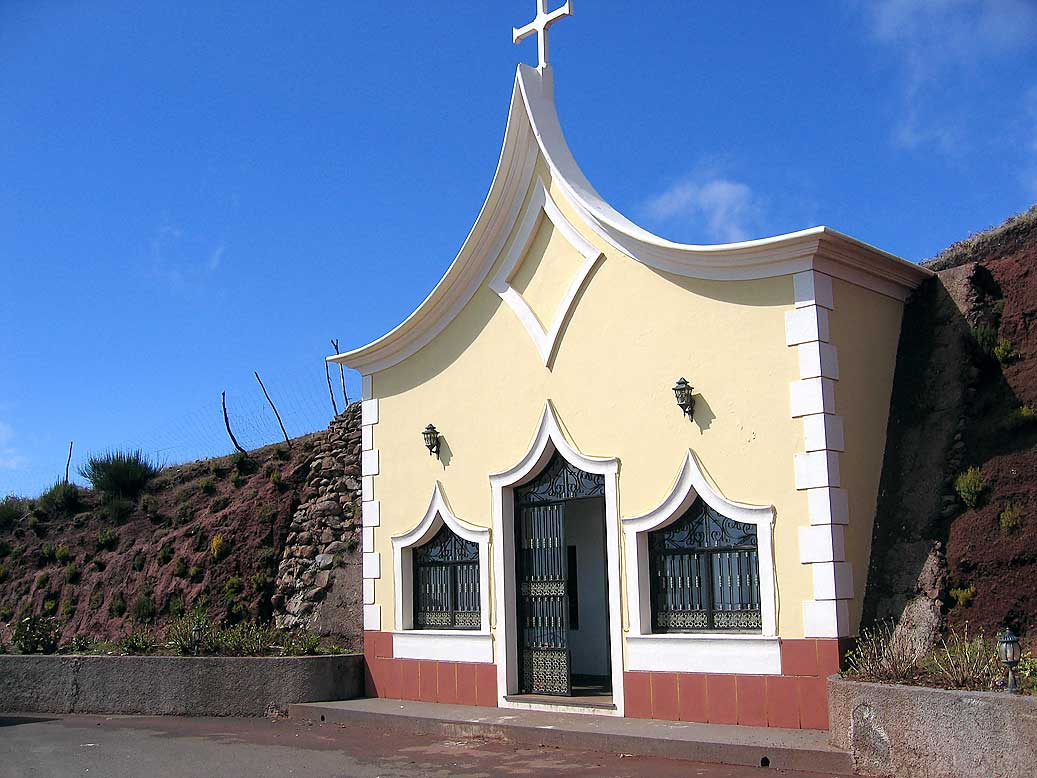
Capela de Nossa Senhora de Fátima

## Equipamentos
- Pavilhão desportivo